# Mohammed bin Sulayem
Mohammed Ahmad Sultan bin Sulayem (em árabe: محمد بن سليم; nascido em 12 de outubro de 1961) é um ex-piloto de rali dos Emirados Árabes Unidos e atual presidente da Federação Internacional do Automóvel (FIA), o órgão regulador de muitos eventos de automobilismo, incluindo a Fórmula 1.
Ele é um ex-piloto de rali e um dos pilotos mais bem-sucedidos do Campeonato de Rally do Oriente Médio, ganhando 14 títulos. Em 2005, ele se tornou o presidente da Emirates Motorsports Organization, o representante dos Emirados Árabes Unidos na FIA. Em 2008, ele foi eleito vice-presidente de esporte e membro do Conselho Mundial de Automobilismo da FIA. Ele foi fundamental para organizar o primeiro Grande Prêmio de Abu Dhabi em 2009. Em 2012, ele estava entre os membros fundadores e presidente da sub-região da FIA do Conselho Árabe de Clubes de Turismo e Automobilismo. Em dezembro de 2021, ele foi nomeado presidente da FIA, sucedendo Jean Todt.
Em setembro de 2024, ele foi nomeado embaixador da ONU para o turismo sustentável na categoria Esporte em reconhecimento aos seus esforços na integração de iniciativas de sustentabilidade no automobilismo global.